# HAM-630
A 630 m-es amatőrsáv a középhullámú tartományban lévő, rádióamatőrök számára kijelölt sáv. A kijelölt frekvenciatartomány: 472 - 479 kHz.

## Terjedési sajátosságai[1]
A 630m-es amatőrsáv a középhullámú rádiófrekvenciás tartományban van, ezért a középhullámokra jellemző terjedési tulajdonságai vannak:
- jó hatásfokkal terjed felületi hullámok formájában
- napnyugta után térhullámok útján is terjed
- nappal nincs térhullámok útján terjedés

## A 630 m-es amatőrsávra vonatkozó nemzetközisávterv[2]
| ITU 1                                                                                         | ITU 2 | ITU 3 |
| --------------------------------------------------------------------------------------------- | ----- | ----- |
| 472–479 kHz 1. Tengeri mozgó 5.79 2. Amatőr 5.80A 3. Légi rádiónavigáció 5.77 5.80 5.80B 5.82 |       |       |

- 5.80A - A 472−479 kHz sáv frekvenciáit használó amatőrszolgálat állomásai által kisugárzott egyenértékű izotrop teljesítmény (EIRP) nem haladhatja meg az 1 W értéket. Az igazgatások ezt az EIRP határértéket 5 W értékig növelhetik saját területük azon részein, amelyek 800 km-nél nagyobb távolságra vannak Algéria, Szaúd-Arábia, Azerbajdzsán, Bahrein, Fehéroroszország, Kína, a Comore-szigetek, Dzsibuti, Egyiptom, az Egyesült Arab Emírségek, az Oroszországi Föderáció, az Iráni Iszlám Köztársaság, Irak, Jordánia, Kazahsztán, Kuvait, Libanon, Líbia, Marokkó, Mauritánia, Omán, Üzbegisztán, Katar, a Szíriai Arab Köztársaság, Kirgizisztán, Szomália, Szudán, Tunézia, Ukrajna és Jemen határaitól. Ebben a frekvenciasávban az amatőrszolgálat állomásai nem okozhatnak káros zavarást a légi rádiónavigáció szolgálat állomásainak, és nem is tarthatnak igényt védelemre ezen utóbbiakkal szemben. (WRC‑12)
- 5.80B - A 472−479 kHz frekvenciasáv használata Algériában, Szaúd-Arábiában, Azerbajdzsánban, Bahreinben, Fehéroroszországban, Kínában, a Comore-szigeteken, Dzsibutiban, Egyiptomban, az Egyesült Arab Emírségekben, az Oroszországi Föderációban, Irakban, Jordániában, Kazahsztánban, Kuvaitban, Libanonban, Líbiában, Mauritániában, Ománban, Üzbegisztánban, Katarban, a Szíriai Arab Köztársaságban, Kirgizisztánban, Szomáliában, Szudánban, Tunéziában és Jemenben a tengeri mozgó és a légi rádiónavigáció szolgálatra korlátozódik. A fent említett országokban ebben a frekvenciasávban az amatőrszolgálat nem üzemelhet, mely tényt az ilyen jellegű használatot engedélyező országoknak figyelembe kell venniük. (WRC‑12)
- 5.82 - A tengeri mozgószolgálatban a 490 kHz frekvencia kizárólag a parti állomások által a hajóknak szóló navigációs és meteorológiai figyelmeztetések, valamint sürgős tájékoztatások keskenysávú távgépíróval történő adására használandó. A 490 kHz frekvencia használatának feltételeit a 31. és az 52. Cikk írja elő. A 415−495 kHz frekvenciasávnak légi rádiónavigáció szolgálatra való használatakor az igazgatásokat felkérik annak biztosítására, hogy ez ne okozzon káros zavarást a 490 kHz frekvencia számára. A 472−479 kHz frekvenciasávnak amatőrszolgálatra való használatakor az igazgatásoknak biztosítaniuk kell, hogy ez nem okoz káros zavarást a 490 kHz frekvencia számára. (WRC‑12)

## A sávblokk Magyarországon érvényessávterve[3]
| 435–479 kHz         | 435–479 kHz      | 435–479 kHz | 435–479 kHz                                                                                     | 435–479 kHz               | 435–479 kHz                             | 435–479 kHz | 435–479 kHz                                                                                              |
| A                   | B                | C           | D                                                                                               | E                         | F                                       | G | H |
| ------------------- | ---------------- | ----------- | ----------------------------------------------------------------------------------------------- | ------------------------- | --------------------------------------- | --- | --- |
| LÉGI RÁDIÓNAVIGÁCIÓ | 5.82 NJE RRE     | E           | 1                                                                                               | K                         | Útvonal irányadók (NDB) (föld–levegő)   | ICAO Annex 10: I. kötet 3. fejezet 3.4., 3.9. pont I. kötet C melléklet 6. pont V. kötet 3. fejezet 3.2. pont V. kötet B melléklet ICAO COM-4 táblázat Hatósági frekvenciajegyzék | Csatornaosztás: - 0,5 kHz vagy 1 kHz (európai régióban használható) - 1 kHz (egyéb régióban használható) |
| LÉGI RÁDIÓNAVIGÁCIÓ | 5.82 NJE RRE     | E           | 1                                                                                               | K                         | Bevezető irányadók (föld–levegő)        | ICAO Annex 10: I. kötet 3. fejezet 3.4., 3.9. pont I. kötet C melléklet 6. pont V. kötet 3. fejezet 3.2. pont V. kötet B melléklet ICAO COM-4 táblázat Hatósági frekvenciajegyzék | Csatornaosztás: - 0,5 kHz vagy 1 kHz (európai régióban használható) - 1 kHz (egyéb régióban használható) |
| LÉGI RÁDIÓNAVIGÁCIÓ | 5.82 NJE RRE     | E           | 1                                                                                               | K                         | Katonai légi rádiónavigációs rendszerek | ICAO Annex 10: I. kötet 3. fejezet 3.4., 3.9. pont I. kötet C melléklet 6. pont V. kötet 3. fejezet 3.2. pont V. kötet B melléklet ICAO COM-4 táblázat Hatósági frekvenciajegyzék | Csatornaosztás: - 0,5 kHz vagy 1 kHz (európai régióban használható) - 1 kHz (egyéb régióban használható) |
| Amatőr              | 5.80A 5.80B 5.82 | P           | 2                                                                                               | K                         | Amatőrrádiózás                          | ECC/REC/(02)01 MSZ EN 301 783 | 3. melléklet 7. pont                                                                                     |
|                     |                  | PN          |                                                                                                 |                           | SRD                                     | | 3. melléklet 9.1. pont                                                                                   |
| 3                   | K                | PN          | Rádiómeghatározó alkalmazások                                                                   | 3. melléklet 9.7.1. pont  |                                         | | |
| 3                   | K                | PN          | Nyomon követő, felkutató és adatgyűjtő alkalmazások a 442,2–450 kHz és a 456,9–457,1 kHz sávban | 3. melléklet 9.3.1. pont  |                                         | | |
| 3                   | K                | PN          | Induktív alkalmazások                                                                           | 3. melléklet 9.10.1. pont |                                         | | |
| 3                   | K                | PN          | RFID alkalmazások                                                                               | 3. melléklet 9.12.1. pont |                                         | | |

- Az A oszlop meghatározza az adott sávhoz rendelt egyes rádiószolgálatokat
- A B oszlop meghatározza a vonatkozó lábjegyzetet, a harmonizált katonai sávra
- A C oszlop meghatározza a polgári, a nem polgári vagy az együttes célú használatra történő felosztást. A polgári célú felosztást P, a nem polgári célút N és az együttes célút E jelöli.
- A D oszlop meghatározza az alkalmazás jellegét. Az elsődleges jelleget 1-es, a másodlagos jelleget 2-es, a harmadlagos jelleget 3-as szám jelöli.
- Az E oszlop meghatározza az alkalmazás használatbavételi lehetőségét. A kijelölt kategóriát K, a tervezett kategóriát T jelöli.
- Az F oszlop meghatározza az alkalmazás megnevezését.
- A G oszlop tartalmazza a vonatkozó nemzetközi és hazai dokumentumokra hivatkozásokat
- A H oszlop tartalmazza a frekvenciasávok használata során alkalmazandó további rádióspektrum-gazdálkodási követelményeket és jellemzőket, valamint sávhasználati feltételeket.

## Felosztása[4]
| Frekvenciatartomány (Hz) | Frekvenciatartomány (Hz) | Használható adóteljesítmény (W) | Használható adóteljesítmény (W) | Használható adóteljesítmény (W) | Használható sávszélesség (Hz) | Üzemmód, felhasználás                          | Engedélyezett adásmód | Engedélyezett adásmód | Engedélyezett adásmód |
| kezdete                  | vége                     | Kezdő                           | CEPT                            | HAREC                           | Használható sávszélesség (Hz) | Üzemmód, felhasználás                          | Kezdő                 | CEPT                  | HAREC                 |
| ------------------------ | ------------------------ | ------------------------------- | ------------------------------- | ------------------------------- | ----------------------------- | ---------------------------------------------- | --------------------- | --------------------- | --------------------- |
| 472000                   | 475000                   | 0                               | 0                               | 1 (EIRP)                        | 200                           | CW                                             |                       |                       | - A1A - A1D - F1D     |
| 475000                   | 479000                   | 0                               | 0                               | 1 (EIRP)                        | 200                           | 475200 FST4 475700 FST4W, WSPR, T10, JT9, JT65 |                       |                       | - A1A - A1D - F1D     |

## Gyakorlati felhasználása
A kijelölt tartomány sávszélessége kicsi, 7000Hz, ebből adódóan csak morzejelek (CW), és keskenysávú digitális jelek átvitelére alkalmas.
A rádióamatőrök számára ebben az amatőrsávban 1W-os maximális adóteljesítmény engedélyezett. A terjedési sajátosságaiból adódóan keskenysávú üzemmódokkal 1W-al is el lehet érni nagyobb távolságú összeköttetéseket.